# Caerphilly (hrad)
Hrad Caerphilly (velšsky Castell Caerffili) je druhý nejrozsáhlejší hrad ve Velké Británii, leží 10 kilometrů severně od Cardiffu ve Walesu a rozprostírá se na ploše větší než 30 akrů.
Caerphilly je jednou z nejrozsáhlejších středověkých pevností v Británii. Jeho stavbu započal v roce 1268 anglo-normanský lord Gilbert z Clare. Hrad byl upraven ve 14. století. Soustředné kruhy kamenného a vodního opevnění jsou impozantní ještě dnes.
Je proslulý svou jihovýchodní „šikmou věží“ (následek bojů během občanské války). Působivá aula (great hall) je dnes využívána k různým účelům. Vstupné pro dospělé činí 6 liber.

## Galerie
- Jihovýchodní "šikmá" věž
- Nádvoří hradu, vpravo velká brána do jádra
- Jádro hradu
- Letecký pohled na hrad
- Repliky obléhacích praků